# Location financière
La location financière est une location de type location opérationnelle, principalement utilisée pour des matériels professionnels amortissables et d'un usage durable. Il s'agit pour l'entreprise utilisatrice de louer le matériel à un établissement de crédit qui l'a acheté spécialement pour cette location.
Le contrat est généralement d’une durée de 5 ans et le loyer est mensuel ou trimestriel.
La location financière est en plein essor depuis les années 1990 et elle représentait un marché de 4 milliards d'euros en 2016.

## Principe
L’opération de location financière est tripartite. Elle est composée d’une vente entre le fournisseur et l’établissement de crédit, puis d’une location entre l’établissement de crédit et l’utilisateur final. À la différence du crédit-bail, l’utilisateur n’a pas d’option d’achat à l’issue de la location. À la différence de la location de longue durée, il est rare que le loyer inclut un package de services (entretien, réparation, assurance). Le loueur est un pur financier qui se contente d’acheter un matériel choisi par l’utilisateur pour ensuite le mettre à disposition de l’utilisateur en contrepartie du paiement du loyer. Parfois, le vendeur propose un contrat de maintenance ou une garantie sur la durée de la location qu’il accolera à la vente. En ce cas, ces services sont inclus dans la location financière mais ils sont à la charge du vendeur et pas à la charge du loueur.
Les deux contrats, vente et location, sont interdépendants. Ainsi, le contrat de location financière devient caduc si la vente est annulée ou résolue. De même, si le vendeur s’était engagé à de la maintenance ou d’autres services sur toute la durée du contrat de location et qu’il n’est plus en mesure de les assurer, alors le contrat de location financière est caduc, mais il n'est pas nul.
À la fin du contrat de location financière, le locataire a généralement le choix entre rendre le matériel, le renouveler ou encore le conserver en prolongeant la location.

## Intérêt de l’opération
Comme toutes les locations opérationnelles, la location financière a l’avantage de permettre l’utilisation et le renouvellement périodique d’un matériel professionnel, sans impact direct sur le bilan, en ménageant la trésorerie et sans avoir recours directement au crédit.
Elle est donc avantageuse pour les matériels sujets à l’obsolescence périodique (par exemple : matériel informatique, innovations technologiques, matériel médical), mais à la condition que la durée du contrat de location financière soit calquée sur la durée d’utilisation optimale du matériel. Les ventes one-shot ciblant les très petites entreprises font couramment recours à la location financière.